# Shin (I Cavalieri dello zodiaco)
Shion (先代・牡羊座のシオン?, Aries no Shion) è un personaggio della serie anime e manga I Cavalieri dello zodiaco, creata da Masami Kurumada. Appare sia nella serie principale che in quelle derivate.
È stato prima un Cavaliere d'oro, appartenente alla costellazione dell'Ariete, poi Grande Sacerdote (教皇?, Kyōkō,  lett. Papa) per 230 anni, dal 1743 al 1973, ucciso e sostituito nel ruolo da parte di Saga dei Gemelli, torna infine come uno degli Specter di Ade.

## Significato e adattamento del nome originale
Nella maggioranza delle traduzioni italiane dei manga il nome del personaggio appare come Sion, tranne che in Next Dimension dove per il nome è stata usata la traslitterazione corretta Shion, e nell'adattamento dell'OAV di Lost Canvas, considerata ufficiale. Da notare che la dicitura Shion è stata brevemente usata dal numero 28 al 38 dell'edizione italiana di Lost Canvas, sebbene nell'elenco dei personaggi il nome del Cavaliere continuasse ad essere Sion.
Avendo il nome originale un forte significato religioso (Sion o Zion è l'antico nome di Gerusalemme, sede del Grande Tempio della religione ebraica; l'autore ha quindi voluto utilizzare tale nome per sottolineare la sacralità di questo personaggio) si è pensato nell'edizione italiana degli OVA della serie di Hades di adattare il nome in Shin.

## Design
Come altri personaggi anche il design di Shin ha subito variazioni tra i manga e le serie animate, principalmente nei capelli passati dal biondo al verde acqua. La colorazione verde acqua è presente anche in Episode G, dove il personaggio appare nel primo capitolo speciale. Al pari di altri personaggi appartenenti alla sua etnia, presenta delle sopracciglia ispirate a quelle dei personaggi apparsi sui dipinti dell'epoca Heian.

## Storia

### Manga classico
Shion non compare mai fisicamente durante la prima parte della serie, tranne che per un flashback ambientato tredici anni prima dove si vede il momento in cui è stato assassinato, anni prima dell'inizio della serie, da Gemini, il quale ne prese il posto come Grande Sacerdote. Solo nell'ultima parte del manga scopriamo il suo passato e il suo nome: egli, assieme al Maestro dei Cinque Picchi, è l'unico sopravvissuto dell'ultima Guerra Sacra tra Atena e Hades, avvenuta nel Settecento. Al termine della guerra gli era stata conferita (direttamente dalla dea Atena) la carica di Grande Sacerdote, lasciando vacante il posto di Cavaliere d'oro dell'Ariete, il quale sarebbe poi stato preso dal suo allievo Mur.
Dopo lo scontro tra Atena e Nettuno, Shion, deceduto da tempo, si accorda nell'oltretomba con gli altri Cavalieri d'Oro deceduti nella battaglia delle Dodici Case (Gemini, Cancer, Aquarius, Capricorn, Fish) per cercare di ottenere il sacrificio di Atena e ridestare l'Armatura Sacra della dea nella lotta contro Hades. Riportato a nuova vita da Hades come specter (con un corpo giovane e in pieno del suo vigore) insieme agli altri cavalieri rinati, affronta prima il suo vecchio amico Dohko di Libra, per poi ricomparire in cima al Grande Tempio ai quattro Cavalieri di Bronzo (Pegasus, Sirio, Cristal e Andromeda) e rivelare il loro reale piano. Utilizzando il sangue divino della Dea, ridesta l'armatura di Atena e potenzia le armature dei Cavalieri di bronzo, affidando poi loro il compito di portare alla Dea la sua armatura divina. Poco dopo torna negli inferi a causa dello scadere delle dodici ore della vita provvisoria che Hades gli aveva donato.
- Manga originale Saint Seiya Final Edition - Capitolo Origin. In questo capitolo presente nell'edizione finale del manga di Saint Seiya la Saint Seiya Final Edition, vengono narrate le origini di Saga, Kanon e della doppia personalità malefica di Saga, è in questa vicenda vi è anche Shion. I due gemelli, nati in qualche angolo sconosciuto della Terra (presumibilmente la Grecia) vengono misteriosamente teletrasportati al Santuario, dove vengono trovati, in fasce, dal Gran Sacerdote Shion, il quale però nota subito che, insieme a loro, è presente anche un terzo bambino(chiamato "terzo gemello"). Tale bambino si scopre essere un Lemure(secondo la mitologia i Lemuri sono spiriti cattivi che dal regno dei morti tornano sulla terra a tormentare i vivi) inviato dalla malvagia dea Ker(divinità del destino dei guerrieri e sorella minore di Hypnos e Thanatos), allo scopo di causare la distruzione del Santuario facendolo colpire dall'interno. Dohko, dai Cinque Picchi, avverte il pericolo che la creatura potrebbe rappresentare ed invia un messaggio telepatico a Shion, consigliandogli di eliminarla, trattandosi del presagio malefico della Stella della dea Ker ma Shion rifiuta di compiere tale delitto, dal momento che ha detto che, nonostante sia un nemico, non può togliere la vita a un bambino appena nato. Il "terzo gemello" poi scompare emanando una luce abbagliante e entrando nel corpo di Saga, rendendo poi inconsapevoli Dohko e Shion cancellando i ricordi di quell'evento ai cavalieri dell'Ariete e della Bilancia. In questo capitolo si vede anche Shion mentre allena un giovane Mu e inoltre Shion ci dice anche come è terminata la guerra sacra del diciottesimo secolo, ricordando che Atena e i Saint hanno vinto la guerra sacra ma sono sopravvissuti solo lui e Dohko, e ricorda anche gli altri 10 Gold Saint di quel periodo nominandoli uno a uno(i Gold Saint del diciottesimo secolo di Saint Seiya Next Dimension). [10]

### Next Dimension
Nel manga sequel della serie classica Saint Seiya Next Dimension, Shin viene promosso insieme a Dohko da Cavaliere di Bronzo a Cavaliere d'oro, in vista della resurrezione di Ade. Come Cavalieri i due, dopo aver udito della prossima resurrezione del dio degli inferi da parte di un soldato Skeleton, decidono di uccidere il ragazzo prescelto da Ade per la propria reincarnazione (un giovane pittore di nome Aron) prima che lo spirito del Signore degli Inferi possa impadronirsi di lui, ma proprio nel momento in cui stanno per ucciderlo, vengono interrotti da un ragazzo amico del giovane, di nome Tenma, che lui e Dohko scopriranno poi essere il Cavaliere di Pegasus.

Dopo la comparsa di Pandora e del castello di Hades, Shin, Dohko e Tenma affrontano alcuni Spectre, tra cui due Campioni dell'Inferno: Vermeer di Griffon e Suikyo di Garuda, dai quali vengono messi in seria difficoltà. Ma, dopo che i nemici sono costretti a ritirarsi per ordine di Hades, Shin, tramite l'Armatura della Coppa, guarisce le sue ferite e quelle di Dohko e guardando dentro di essa riesce a vedere una visione del suo futuro dove si vede Grande Sacerdote..

Dopo essere tornato al Grande Tempio, insieme a Tenma e Dohko, viene punito da Ox del Toro e Izo del Capricorno per essersi recato da Ade senza il consenso del Grande Sacerdote, rischiando di trascinare alla sconfitta l'esercito di Atena, la quale non è ancora ricomparsa. In seguito, si scontra poi rapidamente con Shun di Andromeda (arrivato dal futuro, il XX secolo) e Tenma alla Prima Casa dell'Ariete, lasciandoli poi passare dopo aver ricevuto un messaggio telepatico di Shijima di Virgo che gli dice che lui ed Atena sono in cima alle Dodici Case e che sono in pericolo. Poco dopo Shin affronta Suikyo e gli Specter a lui sottoposti, uccide 5 spectre, ma viene sconfitto dal suo compagno d'addestramento, che è in vantaggio, poiché conosce le sue tecniche. Viene però salvato da Ikki di Phoenix, lasciando poi sia lo Specter di Garuda che il Cavaliere della Fenice proseguire verso la Casa del Toro. In seguito, riceve la visita di uno stranissimo serpente, un emissario, che gli comunica che il potentissimo e leggendario 13° Gold Saint dell'Ofiuco sta per risorgere. Shion viene a conoscenza che l'identità di Ofiuco è quella del leggendario Odysseus, un saint morto da alcuni anni, ma che sta per risorgere a nuova vita, il quale con i suoi grandi poteri ha salvato la vita a numerosi saint del Santuario, è per tal motivo quasi tutti i saint hanno un debito di riconoscenza nei suoi confronti. Intanto vari terremoti si verificano al Santuario e dal sottosuolo sorge la leggendaria casa di Ofiuco e con essa risorge il leggendario tredicesimo Gold Saint il quale poco dopo arriva alla prima casa dello zodiaco da Shion ed inizia a combattere contro di lui. Tramite un flashback si viene a sapere che Shion e Dohko quando erano piccoli durante l'addestramento per diventare Cavalieri, furono salvati da una violenta eruzione vulcanica da Odysseus. Intanto le tecniche di Shion non hanno effetto su Odysseus, ma nonostante la sua vita sia in pericolo Shion continua a combattere in nome di Atena, è Odysseus lo riconosce come un fedele Cavaliere di Atena, poi Odysseus con i suoi poteri addormenta Shion, ed è felice di sapere che il piccolo apprendista di molti anni prima è divenuto un vero cavaliere di Atena. Con Shion addormentato Odysseus prosegue verso la seconda casa del Toro.

### The Lost Canvas

Shin nella copertina di un volume del manga The Lost Canvas

Nel manga The Lost Canvas, Shin è il migliore amico di Dohko di Libra, entrambi già Cavalieri d'Oro a differenza del manga precedente. Appare quando lo Specter Worm cerca di uccidere Sasha: lo Specter viene fermato prima da Tenma di Pegaso e successivamente da Shin, che lo uccide con la sua tecnica segreta.
Come in Next Dimension, parte alla ricerca della reincarnazione di Ade con Dohko, Tenma, Yato dell'Unicorno e i Cavalieri del Leone Minore, della Lucertola e della Balena. Dopo aver trovato Ade, quest'ultimo elimina Tenma e gli altri cavalieri. In questa circostanza, Doko espande il suo cosmo per attaccare il nemico, ma viene fermato dal Cavaliere d'Ariete che consiglia all'amico di interrompere la battaglia e tornare al Grande Tempio.
Poco dopo, durante lo scontro tra Albafica dei Pesci e Minosse, riesce a salvare, insieme al compagno, un piccolo villaggio nei pressi del Tempio di Atene, contenendo il colpo di Minosse grazie al Cristal Wall.
Recuperata la nave di Atena, si unisce a Regulus e Sisifo per eseguire l'Urlo di Atena, con cui viene aperto il portone della Tela Perduta. Una volta giunto alle Case Malefiche, è il primo a combattere, scontrandosi contro lo Specter Lune (con cui aveva già avuto un incontro quando era bambino) nella Casa di Venere e riuscendo a vincerlo. Viene poi intercettato sulle scale dallo Specter Yoma (padre di Tenma e reincarnazione del dio Kairos) che vuole toglierlo di mezzo perché d'ostacolo al suo progetto, ma viene salvato da Tenma e da Aspro dei Gemelli.
Nello scontro finale con Ade, insieme a Doko richiama le 12 armature d'oro e con gli spiriti degl'altri gold saint, produce un raggio di sole che fa fuggire Ade nell'ultimo Tempio dove verrà raggiunto da Atena, Tenma e Aron che si sacrificheranno per rimandare lo spirito di Ade nell'Elisio. Alla fine Doko e Shin sono gli unici Cavalieri che sopravvivono al conflitto a cui viene affidata la ricostruzione delle schiere di Atena.
In questa storia viene più volte affermato che Shin possiede la capacità di comunicare con le armature, dimostrandosi in grado di vedere la vita dei loro precedenti proprietari, ed ha un ruolo importante anche nel capitolo speciale dedicato al Cavaliere della Gru Yuzuriha sua compagna d'addestramento, dove ne affronta il fratello Tokusa (anch'egli kohai del giovane Sion) dopo che questi diventa lo Specter di Hamnuman.

### Episode G
Shin è apparso anche in Episode G, all'interno di un capitolo speciale che narra la fine della Guerra Sacra contro Ade, anche se in modo molto differente da quanto sarà raccontato da Shiori Teshirogi in The Lost Canvas otto anni dopo, i due manga dunque si contraddicono l'un l'altro., successivamente il suo spirito è apparso rimproverando Gemini per aver usato il Demone dell'Oscurità su Capricorn e spronandolo a liberarlo.

## Colpi e tecniche
Shin è un dei cavalieri d'oro più valorosi della sua generazione e secondo quanto riportato nella Taizen, se Gemini avesse tentato di ucciderlo quando era all'apice del suo vigore e della sua giovinezza, forse non ci sarebbe riuscito. Le sue massime capacità sono quindi ignote, tuttavia lui stesso ammette di essere allo stello livello di Dohko.
- Per il Sacro Ariete - Rivoluzione stellare (スターダストレボリューション?, Stardust Revolution): colpo segreto del Cavaliere che consiste nel colpire l'avversario con una devastante e distruttiva pioggia di energia stellare. Utilizzata per la prima volta nel manga classico, ma vista anche in Next Dimension, Episode G e The Lost Canvas. In Next Dimension viene rivelato che lo Stardust Revolution e il Rozan HyakuRyu-ha (Cento Dragi di Rozan) di Dohko di Libra sono due tecniche che hanno la stessa potenza; come anche visto nel manga classico, dove le due tecniche si fronteggiano alla pari senza che nessuna delle due prevalga.[28] Secondo Lost Canvas tale tecnica è stata creata dallo stesso Shin, che però nello sferrarla resta scoperto per un millesimo di secondo[29].
- Muro di cristallo  (クリスタルウォール?, Crystal Wall): un muro di cristallo generato dal potere psichico del cavaliere, che lo protegge e riflette gli attacchi contro coloro che li hanno lanciati; ha il difetto di non avere grande durata nel tempo e di poter essere distrutto se il colpo è particolarmente forte. In Next Dimension si vede inoltre che se qualcuno tocca il Muro di Cristallo, riceve una forte scossa elettrica. Utilizzata per la prima volta nel manga classico, ma usata anche in Next Dimension e The Lost Canvas.
- Urlo di Atena  (アテナ・エクスクラメーション?, atena ekusukuramēshon, Athena Exclamation): colpo proibito da Atena, si tratta di un attacco portato da tre Cavalieri d'Oro contemporaneamente (nel caso di Shin insieme a Regulus e Sisifo) contro un solo nemico, la cui potenza distruttiva è paragonabile a quella del Big Bang. Viene utilizzata da Shin in The Lost Canvas per abbattere il portone della Tela Perduta con Sisifo e Regulus[30].
- Onda degli spiriti rinati dello Tsei She Ke (積尸気転霊波?, Sekishiki Tenryoha)[31]: è una tecnica che Shin utilizza in Lost Canvas contro Rune, dopo essere stato spedito nel Cocito dallo Specter di Barlon. Consiste nel richiamare le anime dei Cavalieri caduti e di unirle in una sfera d'energia che viene poi lanciata contro il nemico. Si tratta di una tecnica propria del maestro del ragazzo (Hakurei), che Shin ha visto utilizzare solo in occasione dello scontro del maestro contro Hypnos e che se usata nel mondo dei vivi richiede un grande sforzo fisico nel richiamare le anime dei defunti dagli inferi che indebolisce molto il corpo di chi la usa.

## Shin e Arles
Nell'anime c'è molta confusione sulla figura di Shin e sulla sua carica di Gran Sacerdote. All'inizio della storia si sente dire che l'attuale Arles (Gemini) sarebbe il fratello del Gran Sacerdote che ha preso il suo posto dopo la sua morte, avvenuta dopo che Pegasus aveva conquistato la sua armatura in Grecia.
Più avanti invece viene mostrato che Gemini aveva preso segretamente il posto del Gran Sacerdote probabilmente durante o poco dopo la Notte degli inganni, avvenuta 13 anni prima dell'inizio dell'anime, quando tentò di uccidere la neonata Atena. Sempre nell'anime vengono mostrati alcuni flashback sul passato dove il Gran Sacerdote Shin veniva ucciso da Saga; in queste immagini però Shin è raffigurato come un giovane quando avrebbe dovuto avere 248 anni. Un'altra incoerenza ancora meno spiegabile è il fatto che Shin e Arles, se fossero fratelli, dovrebbero avere più o meno la stessa età, mentre effettivamente Gemini ha 28 anni contro gli oltre 248 del precedente Gran Sacerdote: è abbastanza improbabile che i due siano nati a così grande distanza dagli stessi genitori.
Molti di questi errori sono dovuti all'adattamento degli sceneggiatori dell'anime che non sapendo ancora come si sarebbe sviluppata la storia del manga hanno riempito i vuoti con scelte più o meno confermate successivamente.
A tale scopo gli sceneggiatori dell'anime pubblicarono poi un racconto riempitivo, nel quale veniva chiarito che Arles era la guardia del corpo ed il braccio destro di Shin il quale lo amava come un fratello, che fu ucciso da Gemini, dopodiché quest'ultimo assunse la sua identità prima di uccidere il sacerdote. Nella Side Story "La storia segreta di Capricorn" si viene a sapere che Arles è il cavaliere d'argento della costellazione dell'Altare, il cui compito è proprio quello di assistere, proteggere, consigliare e all'occorrenza sostituire il Grande Sacerdote in qualità di Primo Ministro.

## Altri media
Shin è apparso nel videogioco I Cavalieri dello zodiaco - Saint Seiya - Hades come personaggio giocabile, il cui set di mosse è praticamente identico a quello dell'allievo Mur. Il personaggio è apparso come anima nel quinto film, Le porte del paradiso, dove viene sigillato con gli altri Cavalieri d'oro in un pilastro di pietra dagli dei dell'Olimpo a causa del ruolo che ha svolto negli eventi che hanno portato alla morte di Ade. Ha anche avuto un'apparizione nel CD Drama di Lost Canvas dedicato al personaggio di Albafica e nella sua successiva trasposizione in manga.

Nel 2001 lo stesso Kurumada ha rivestito "scherzosamente" i panni Shin rispondendo a delle domande dei fan su quattro dei cinque volumi dedicati al manga classico usciti sulla rivista Home Sha in Giappone.